# Soulīs Markopoulos
Anastasios Markopoulos, detto Soulīs (in greco Ἀναστάσιος "Σούλης" Μαρκόπουλος?; Salonicco, 1º marzo 1949), è un allenatore di pallacanestro ed ex cestista greco.

## Biografia
È il padre dell'allenatore ed ex cestista Charīs Markopoulos.

## Palmarès

### Allenatore

#### Squadra
- Coppa Korać: 1

PAOK Salonicco: 1993-94

#### Individuale
- A1 Ethniki allenatore dell'anno: 2

PAOK Salonicco: 2007-2008, 2013-14